# Benjamin Penamaria
Benjamin Penamaria est un acteur et compositeur franco-espagnol, né en 1975.

## Biographie

### Théâtre et télévision
Depuis les années 2000, Benjamin Penamaria joue au théâtre et au sein de plusieurs séries télévisées. Il tient l'un des rôles principaux dans la pièce de théâtre, Dernière station avant le désert, notamment remarqué et tient le rôle principal (en alternance avec Grégori Baquet) dans la pièce, ayant reçu des critiques positives, Les Cavaliers de Joseph Kessel,,

### Doublage
Actif dans le doublage, il est notamment la voix française la plus régulière de Kit Harington et d'Oscar Isaac. Il est d'ailleurs amené à doubler également des acteurs hispano-américains.

## Théâtre

### Comédien
- 2001 : Le Triomphe de l'amour de Marivaux, mise en scène par Jean-Paul Tribout au Théâtre Hébertot[8] et tournée de 6 mois
- 2002-2003 : Iphigénie de Racine, mise en scène par Ophelia Teillaud au Théâtre 13[9]
- 2003 : Britannicus de Racine, mise en scène par Quentin Defalt au Centre Historique des Archives Nationales[10],[11]
- 2004-2006 : Phèdre de Racine, mise en scène par Philippe Ferran au Théâtre Montansier[12],[13],[14]
- 2004 : Je pense à toi, théâtre poétique de Frank Smith, mise en scène par Fabián Chappuis au Théâtre 13[15],[16]
- 2005 : Jules César de Shakespeare au Teatro Español à Madrid[12]
- 2006-2007 : Aztèques de Michel Azama, mise en scène par Quentin Defalt au Théâtre 13[17] et au festival d'Avignon[18]
- 2006-2007 : Fuera, Fora, Dehors de Pedro Álvarez-Ossorio (coproduction espano-franco-portugaise[14])
- 2007 : Dans la solitude des champs de coton de Bernard-Marie Koltès, mise en scène par Fabián Chappuis à La Générale[14]
- 2008 : Marie Stuart de Friedrich von Schiller, mise en scène par Fabián Chappuis au Théâtre 13 / Jardin[19]
- 2009-2010 : Dernière station avant le désert de Lannie Robertson, mise en scène par Georges Werler au Théâtre de Cachan[20],[21] et Théâtre du Petit-Saint-Martin[22]
- 2011 : Les Fleurs gelées de Henrik Ibsen et August Strindberg, mise en scène par Léonard Matton au Théâtre 13[23]
- 2011 : Zadig de Voltaire, mise en scène par Gwenhaël de Gouvello au Théâtre 13 / Jardin[24]
- 2012 : Les Amants de Séville, opéra-comique en trois actes de Gilles Roland-Manuel, mise en scène par Tristan Petitgirard au Théâtre Silvia Monfort : Don Juan[25],[26]
- 2013 : Le Cercle de craie caucasien de Bertolt Brecht, mise en scène par Fabián Chappuis au Théâtre 13 / Seine[27]
- 2014-2015 : Le Porteur d'histoire, de et mise en scène par Alexis Michalik au Studio des Champs-Élysées et tournée[28]
- 2015-2016 : Les Cavaliers de Joseph Kessel adapté et mise en scène par Éric Bouvron et Anne Bourgeois au Théâtre La Bruyère : Ouroz (en alternance avec Grégori Baquet[5])

### Lecture
- 2012 : Mercenaires et Rédemption d'Isabelle Bournat au Théâtre du Rond-Point[29]

### Traducteur
- 2015 : La Discrète Amoureuse de Felix Lope de Vega au Théâtre 13 / Seine, mise en scène par Justine Heynemann[30] (nommé lors des Molières 2015 pour le Molière de la révélation théâtrale et le Molière du comédien dans un second rôle[31])

### Coscénariste
- 2020 : Lawrence d'Arabie de et mise en scène par Éric Bouvron, scène d'Avignon, théâtre des Halles[32]

## Filmographie

### Cinéma
- 2005 : La Bibliothèque et le Ciné de Rodrigo Menchon (présenté au festival du court à Cordoba[12]) (court métrage)
- 2008 : Secret défense de Philippe Haïm[14] : Skin
- 2021 : Benedetta de Paul Verhoeven : le capitaine des remparts

### Télévision
- 2003 : Navarro : Marc Zubliaga[33] (saison 17, épisode 1 : Une affaire brûlante)
- 2005 : Hospital Cental[14] : Periodista (saison 10, épisode 3)
- 2012 : Pour Djamila de Caroline Huppert : lieutenant T.
- 2014 : Profilage : Antoine Germot[34] (saison 5, épisode 2 : Poupée russe)
- 2015 : Le Sanctuaire d'Olivier Masset-Depasse : Jacky[35]
- 2015 : Un père coupable de Caroline Huppert : Thierry Nicolas[36]
- 2016 : Alice Nevers : Le juge est une femme de Jean-Christophe Delpias : Régis
- 2018 : Meurtres dans le Morvan de Simon Astier : Aurélien Florot
- 2019 : Paris Police 1900 de Julien Despaux : le père Grunbach

## Doublage

### Cinéma

#### Films
- Oscar Isaac dans (9 films) :
  - A Most Violent Year (2014) : Abel Morales
  - Star Wars, épisode VII : Le Réveil de la Force (2015) : Poe Dameron
  - X-Men: Apocalypse (2016) : En Sabah Nur / Apocalypse
  - Star Wars, épisode VIII : Les Derniers Jedi (2017) : Poe Dameron[2]
  - Operation Finale (2018) : Peter Malkin
  - Triple frontière (2019) : Santiago « Pope » Gomez
  - Star Wars, épisode IX : L'Ascension de Skywalker (2019) : Poe Dameron
  - Dune : Première partie (2021) : le duc Leto Atréides
  - The Card Counter (2021) : William Tell

- Kit Harington dans (6 films) :
  - Pompéi (2013) : Milo
  - MI-5 Infiltration (2015) : Will Holloway
  - Brimstone (2017) : Samuel
  - Les Éternels (2021) : Dane Whitman
  - Baby Ruby (2022) : Spencer
  - La Bête enfouie (2024) : Noah

- Diego Luna dans (4 films) :
  - Elysium (2013) : Julio
  - Blood Father (2016) : Jonah
  - Un jour de pluie à New York (2019) : Francisco Vega
  - Wander Darkly (en) (2020) : Matteo

- Richard Cabral dans :
  - End of Watch (2012) : Demon
  - Paranormal Activity: The Marked Ones (2014) : Arturo Lopez
  - Peppermint (2018) : Salazar

- Jacob Scipio dans :
  - Bad Boys for Life (2020) : Armando Aretas
  - Expendables 4 (2023) : Galan
  - Bad Boys: Ride or Die (2024) : Armando Aretas

- Jose Pablo Cantillo dans :
  - Chappie (2015) : Yankie « Americano »
  - Prémonitions (2015) : l'agent Sawyer

- Manuel Garcia-Rulfo dans :
  - Les Sept Mercenaires (2016) : Manuel Vasquez, le hors-la-loi
  - Les Veuves (2018) : Carlos Perelli

- Martin Sensmeier dans : 
  - Wind River (2017) : Chip Hanson
  - Ice Road (2021) : Cody

- 2004 : The Punisher : John Saint / Bobby Saint (James Carpinello)
- 2007 : Hitman : Agent 47 (Timothy Olyphant)
- 2008 : The Eye : Emilio (Zak Santiago)
- 2010 : Scott Pilgrim : un des policiers végétaliens (Thomas Jane) (caméo)
- 2010 : Morning Glory : le premier « rendez-vous » de Becky (Noah Bean)
- 2010 : L'Apprenti sorcier : ? ( ? )
- 2011 : Cowboys et Envahisseurs : Nat Colorado (Adam Beach)
- 2011 : Fast and Furious 5 : Tego Leo (Tego Calderón)
- 2011 : Cheval de guerre : voix additionnelles
- 2011 : Sex Friends : Sam (Ben Lawson)
- 2011 : Pirates des Caraïbes : La Fontaine de Jouvence : le roi Ferdinand VI d'Espagne (Sebastian Armesto)
- 2012 : L'Ombre du mal : John Cantrell (Oliver Jackson-Cohen)
- 2012 : Magic Mike : Tobias (Gabriel Iglesias)
- 2012 : Sécurité rapprochée : Keller (Joel Kinnaman)
- 2012 : Flight : Tiki Pot (Charlie E. Schmidt)
- 2012 : Mille mots : ? (?)
- 2013 : The Green Inferno : Alejandro (Ariel Levy)
- 2013 : The Bay : l'activiste (Justin Welborn)
- 2013 : Only God Forgives : Billy (Tom Burke)
- 2013 : Old Boy : Chucky adolescent (Brett Lapeyrouse)
- 2013 : A.C.O.D. : Mark / Lewis (Adam Pally)
- 2013 : No Pain No Gain : l'employé d'accueil du motel (Nicholas X. Parsons)
- 2013 : Lone Ranger : Naissance d'un héros : voix additionnelles
- 2013 : 47 Ronin : Hazama (Hiroshi Sogabe)
- 2013 : Insidious : Chapitre 2 : ? (?)
- 2013 : Battle of the Year : ? (?)
- 2014 : Expendables 3 : Mars (Victor Ortiz)
- 2014 : The Baby : le chauffeur de taxi (Roger Payano)
- 2014 : American Sniper : Kevin « Dauber » Lacz (Kevin Lacz)
- 2015 : Témoin à louer : Edmundo / Dirty Eddie Sanchez (Ignacio Serricchio)
- 2015 : Sicario : Manuel Diaz (Bernardo P. Saracino)
- 2016 : American Nightmare 3 : Élections : Marcos (Joseph Julian Soria)
- 2016 : Colonia : Jorge (Nicolás Barsoff)
- 2016 : Suicide Squad : Chato Santana / El Diablo (Jay Hernández)
- 2016 : The Last Face : Billy (Hopper Jack Penn)
- 2016 : Peter et Elliott le dragon : Jack (Wes Bentley)
- 2016 : Ben-Hur : Jésus-Christ (Rodrigo Santoro)
- 2016 : Jack Reacher: Never Go Back : voix additionnelles
- 2016 : Don't Breathe : La Maison des ténèbres : Raul (Christian Zagia)
- 2017 : The Warriors Gate : le prêtre (Fei Huang) et un ami de Travis [Qui ?]
- 2017 : XXX: Reactivated : Lazarus (Nick Rivera « Nicky Jam » Caminero) et lui-même (Neymar)
- 2017 : It Comes at Night : Will (Christopher Abbott)
- 2017 : City of Tiny Lights : Tommy Akhtar (Riz Ahmed)
- 2017 : Barry Seal: American Traffic : Jorge Ochoa (Alejandro Edda)
- 2017 : Baby Driver : Griff (Jon Bernthal)
- 2017 : Valérian et la Cité des mille planètes : le sergent Cooper (Gavin Drea (en))
- 2017 : Kingsman : Le Cercle d'or : Angel (Tom Benedict Knight)
- 2017 : Bright : « Poison » (Enrique Murciano)
- 2017 : Section 99 : Pedro (Victor Almanzar) et un détenu [Qui ?]
- 2017 : Le Château de verre : Robbie (Dominic Bogart)
- 2017 : Larguées : Morgado (Óscar Jaenada)
- 2017 : Braqueurs d'élite : Stanton Baker (Charlie Bewley)
- 2017 : Detroit : voix additionnelles
- 2018 : Hurricane : Keith Damanlino (Jr Esposito)
- 2018 : Horse Soldiers : Sean Coffers (Geoff Stults)
- 2018 : Otages à Entebbe : Juan Pablo (Juan Pablo Raba (en))
- 2018 : Overboard : Leonardo (Eugenio Derbez)
- 2018 : Venom : le voyou de Shakedown (Sam Medina)
- 2018 : The Predator : Nettles (Augusto Aguilera (es))
- 2018 : Ma vie après toi : Lorenzo (César Ritter)
- 2018 : Seule la vie... : Javier (Sergio Peris-Mencheta)
- 2018 : La Mule : Gustavo (Clifton Collins Jr.)
- 2019 : Le Roi lion : voix additionnelles
- 2019 : Terminator: Dark Fate : Diego Ramos (Diego Boneta)
- 2019 : Kill Chain : Quirk (Pedro Calvo)
- 2019 : Love Again : l'invité [Qui ?]
- 2020 : Birds of Prey et la fantabuleuse histoire de Harley Quinn : Victor Zsasz (Chris Messina)
- 2020 : Les crimes qui nous lient (es) : Daniel (Benjamin Amadeo)
- 2021 : Palmer : Daryl Reed (Stephen Louis Grush)
- 2021 : Army of the Dead : Burt Cummings (Theo Rossi)
- 2021 : American Nightmare 5 : Sans Limites : Juan (Tenoch Huerta)
- 2021 : D'où l'on vient : Gapo, le père de Sonny (Marc Anthony)
- 2021 : The Suicide Squad : un agent de sécurité de Luna (Kenneth Trujillo)
- 2021 : Bartkowiak : Konrad « Blizna » Repec (Damian Majewski)
- 2021 : Halloween Kills : l'officier Frank Hawkins jeune (Thomas Mann)
- 2021 : Plus on est de fous : Iván (Carlos Cuevas)
- 2022 : Eaux profondes : Joel Nash (Brendan Miller)
- 2022 : Le Secret de la Cité perdue : Rafi (Héctor Aníbal)
- 2022 : Un talent en or massif : Lucas Gutierrez (Paco León)
- 2022 : Une vie ou l'autre : Jake (David Corenswet)
- 2022 : That's Amor : Mathias (Isaac Gonzalez Rossi)
- 2022 : Un homme d'action : Lucio Urtubia (Juan José Ballesta)
- 2022 : Book of Love (en) : Antonio (Horacio García Rojas)
- 2022 : Bros : Edgar (Guillermo Díaz)
- 2023 : Creed 3 : Felix Chavez (Teófimo López)
- 2023 : Bird Box Barcelona : Rafa (Patrick Criado)
- 2023 : Plus tard, j'atteindrai les étoiles : Beto (Bobby Soto)
- 2023 : Sound of Freedom : Jorge (Javier Godino)
- 2023 : Finestkind : Skeemo (Aaron Stanford)
- 2024 : Le Ministère de la Sale Guerre : le capitaine Binea (Henry Zaga)
- 2024 : La Chambre d'à côté : ? (?)
- 2025 : Mr. Wolff 2 : Cobb (Grant Harvey)
- 2025 : Warfare : Erik (Will Poulter)
- 2025 : The Pickup : Miguel (Ismael Cruz Córdova)

#### Films d'animation
- 1984[n 1] : Nausicaä de la Vallée du Vent : voix additionnelles (2e doublage)
- 2007 : Tous à l'Ouest : voix additionnelles (création de voix)
- 2010 : Shrek 4 : Il était une fin : Lemke
- 2017 : Ferdinand : El Primero[n 2]
- 2018 : Spider-Man: New Generation : Miguel O'Hara / Spider-Man 2099[n 3] (caméo, scène post-générique)
- 2020 : Lego Star Wars : Joyeuses fêtes (en) : Poe Dameron
- 2021 : Lego Star Wars : Histoires terrifiantes (en) : Poe Dameron
- 2022 : Lego Star Wars : C'est l'été ! (en) : Poe Dameron
- 2023 : Nimona : Ballister Boldheart[n 4]
- 2024 : Mon oni à moi : Izuru

### Télévision

#### Téléfilm
- 2012 : Hemingway and Gellhorn : Paco Zarra (Rodrigo Santoro)

#### Séries télévisées
- Kit Harington[2] dans : 
  - Game of Thrones (2011-2019) : Jon Snow (62 épisodes)
  - Gunpowder (2017) : Robert Catesby (mini-série)
  - Criminal : Royaume-Uni (en) (2020) : Alex (saison 2, épisode 2)
  - Modern Love (2021) : Michael (saison 2, épisode 3)
  - Extrapolations (2023) : Nicholas Bilton (4 épisodes)
  - Industry (2024) : Henry Muck (saison 3)
  - Too Much (2025) : le père de Jessica (1 épisode)

- Oscar Isaac dans : 
  - Show Me a Hero (2015) : Nick Wasicsko (mini-série)
  - Scènes de la vie conjugale (2021) : Jonathan (mini-série)
  - Moon Knight (2022) : Steven Grant / Marc Spector / Jake Lockley / Moon Knight (mini-série)

- Michael Graziadei dans :
  - American Horror Story (2012) : Travis Wanderley (saison 1)
  - Grimm (2014) : Ken (saison 3, épisode 20)

- James Norton dans : 
  - Happy Valley (2014-2023) : Tommy Lee Royce (18 épisodes)
  - McMafia (2018) : Alex Godman (8 épisodes)

- Arturo Del Puerto (en) dans :
  - Chicago Police Department (2014) : Adres « Pulpo » Diaz (saison 1)
  - For All Mankind (2019-2022) : Octavio Rosales (9 épisodes)

- Reynaldo Gallegos dans : 
  - 13 Reasons Why (2019) : Alejandro (saison 3, épisode 6)
  - Brews Brothers (en) (2020) : Herman (épisode 2)

- Theo Rossi dans :
  - La Réalité en face (2021) : Gene (mini-série)
  - The Penguin (2024) : Dr Julian Rush (mini-série)

- Luis Gerardo Méndez dans :
  - Belascoarán, détective privé (2022) : Héctor Belascoarán (mini-série)
  - The Resort (2022) : Baltasar Frías (8 épisodes)

- 2007-2008 : Prison Break : Luis « McGrady » Gallego (Carlo Alban) (saison 3)
- 2009-2011 : American Wives : Augusto Giron (Javier Carrasquillo) (10 épisodes)
- 2010-2012 : Kenny Powers : Catuey (Efren Ramirez) (7 épisodes)
- 2011 : Love/Hate (en) : Luke (Gavin Drea (en)) (saison 2)
- 2013 : Falling Skies : Diego (Hector Bucio) (saison 3, épisode 1)
- 2013 : Inspecteur Lewis : Joshua Grace (Adam Wadsworth) (saison 7, épisodes 1 et 2)
- 2014 : Arrow : Bo Travis (Darcy Laurie) (saison 2, épisode 12)
- 2014 : Being Human : Andrew (Tim Rozon) (6 épisodes)
- 2014 : The Blacklist : Christopher Maly / Craig Keen (Peter Scanavino) (saison 1, épisode 18)
- 2014 : Intelligence : Gonzalo « Gonzo » Rodriguez (James Martinez) (saison 1, épisode 1)
- 2014-2017 : Kingdom : Jay Kulina (Jonathan Tucker) (40 épisodes)
- 2015 : Olive Kitteridge : Henry Thibodeau (Brady Corbet) (mini-série)
- 2015 : Versailles : Benoît (Tom Ainsley) (3 épisodes)
- 2015 / 2016 : Daredevil : John Healy (Alex Morf) (saison 1, épisode 3) / Grotto (McCaleb Burnett) (3 épisodes)
- 2015 / 2016 : Scorpion : Paco (Aramis Knight) (saison 1, épisode 17) / Alfonso (Ignacio Serricchio) (saison 2, épisode 2)
- 2015-2016 : Tyrant : Rami Said (Keon Alexander) (10 épisodes)
- 2015-2017 : Grace et Frankie : Mitch (Geoff Stults) (3 épisodes)
- 2015-2019 : Mr Robot : Fernando Vera (Elliot Villar) (9 épisodes)
- 2016 : Dead of Summer : Un été maudit : le député Garrett « Townie » Sykes (Alberto Frezza) (10 épisodes)
- 2016-2017 : Zoo : Edward Robert Collins / « Logan Jones » (Josh Salatin) (26 épisodes)
- 2016-2017 : No Tomorrow : Xavier Holliday (Joshua Sasse) (13 épisodes)
- 2016-2018 : Divorce : Gabriel (Danny Garcia) (6 épisodes)
- 2016-2018 : Animal Kingdom : Marco (J. J. Soria) (10 épisodes)
- 2017 : Bloodline : Esteban Morales (Charlie Prince) (4 épisodes)
- 2017 : Narcos : Gustavo Calderon (Juan Messier) (3 épisodes)
- 2017 : iZombie : Harley Johns (Andrew Caldwell) (8 épisodes)
- 2017 : Mindhunter : Monte Rissell (Sam Strike) (saison 1, épisode 4)
- 2017 : Lucifer : Ricardo Lopez (Albert Nicholas) (saison 2, épisode 13)
- 2017 : Mr. Mercedes : August (Arian Moayed) (saison 1, épisode 1)
- 2017-2018 : Iron Fist : Davos / Steel Serpent (en) (Sacha Dhawan) (15 épisodes)
- 2018 : Altered Carbon : Abuela[n 5] (Matt Biedel) (saison 1, épisode 4)
- 2018 : Fear the Walking Dead : Leland (Clint James) (saison 4, épisode 1)
- 2018 : L'Ancien Combat : MK (Jan Brandi) (mini-série)
- 2018 : StartUp : l'interviewé du journal télévisée [Qui ?] (saison 3, épisode 6)
- 2018-2019 : Cloak and Dagger : le père Delgado (Jaime Zevallos (en)) (6 épisodes)
- 2018-2019 : O Mecanismo : Claudio Amadeu (Lee Taylor) (13 épisodes)
- 2018-2020 : Narcos: Mexico : Enrique « Kiki » Camarena (Michael Peña) (11 épisodes)
- 2019 : Huge en France : Jason Alan Ross (Matthew Del Negro) (8 épisodes)
- 2019 : Hierro : Yeray (Isaac B. Dos Santos) (8 épisodes)
- 2019 : Riverdale : Dodger (Juan Riedinger) (6 épisodes)
- 2019 : American Horror Story : Richard Ramirez (Zach Villa) (saison 9)
- 2019 : Soundtrack : Dante Mendoza (Jahmil French) (10 épisodes)
- 2019 : Alta Mar : Aníbal de Souza (Félix Gómez) (saison 1)
- 2020 : Devils : ? (?) (mini-série)
- 2020 : Westworld : Estefan (Isaac Gonzalez Rossi) (saison 3, épisodes 1 et 3)
- 2020 : Lucifer : Mario Canales (Giovanni Bejarano) (saison 5, épisode 7)
- 2020 : The Liberator : le caporal Able Gomez (Jose Miguel Vasquez) (4 épisodes)
- 2020 : White Lines : Oriol Calafat (Juan Diego Botto) (10 épisodes)
- 2020 : Penny Dreadful: City of Angels : Raul Vega (Adam Rodríguez) (8 épisodes)
- 2021 : Cobra Kai : Juan (Gabriel « G-Rod » Rodriguez) (saison 3, épisode 1)
- 2021 : The One : Sebastian Rodriguez (Eduardo Lloveras) (6 épisodes)
- 2021 : Wakefield : ? (?) (mini-série)
- 2021-2022 : Firebite (en) : Tyson Walker (Rob Collins (en)) (8 épisodes)
- 2022 : Alice in Borderland : Ginji Kyuma / le Roi de trèfle (Tomohisa Yamashita) (saison 2)
- 2022 : See : Row Vano (Hayden Finkelshtain) (saison 3)
- 2022 : Santo (es) : José Antonio « Chinche » Juanas (Pol López)
- 2022 : Crossfire (en) : Gerardo (Pol Toro) (mini-série)
- 2022-2023 : La Défense Lincoln : Jésus Menendez (Saul Huezo) (4 épisodes)
- depuis 2022 : The Tourist : l'Homme (Jamie Dornan) (doublage Prime Video)
- 2023 : La Dernière Chose qu'il m'a dite : Grady (Augusto Aguilera (es)) (mini-série)
- 2023 : El silencio : ? (?) (mini-série)
- 2023 : Valeria : Rai (José Pastor) (saison 3)
- 2023 : Mort ou vif Joaquín Murrieta : Carillo (Alejandro Speitzer) (saison 1)
- 2023 : Hasta el cielo : La série (es) : Poli (Richard Holmes) (7 épisodes)
- 2023 : Dévoré par les flammes : Albert (Quim Gutiérrez) (mini-série)
- 2023 : Yaratilan : La créature : Ziya (Taner Ölmez) (mini-série)
- depuis 2023 : The Last of Us : Tommy Miller (Gabriel Luna)
- 2024 : Zorro : M. Vanderveen (Francisco Reyes)
- 2024 : Mary and George : Diego Sarmiento de Acuña (en), comte de Gondomar (Unax Ugalde) (mini-série)
- 2024 : Those About to Die : Xenon (Emilio Sakraya)
- 2024 : Chocolat amer : Treviño (Pierre Louis (es))
- 2024 : High Potential : Jeremy Davis (Michael Trotter) (saison 1, épisode 7)
- 2025 : Péchés inavouables : Octavio Martínez (Manuel Masalva)

#### Émission
- 2021 : Friends : Les Retrouvailles (2021) : lui-même (Kit Harington)

#### Séries d'animation
- 2011 : Star Wars: The Clone Wars : O-Mer (saison 3, épisode 21)
- depuis 2012[n 6] : Kingdom : Ei Sei
- 2014[n 7] : JoJo's Bizarre Adventure : Stardust Crusaders : Centerfold
- 2016 : Lego Star Wars : L'Aube de la résistance : Poe Dameron
- 2018 : Star Wars Resistance : Poe Dameron
- 2024 : Dandadan : ? (version ADN)

### Jeux vidéo
- 2014 : Watch Dogs : voix additionnelles
- 2016 : Tom Clancy's The Division : voix additionnelles
- 2016 : Lego Star Wars : Le Réveil de la Force : Poe Dameron
- 2016 : Call of Duty: Infinite Warfare : Salen Koch[n 8]
- 2017 : Star Wars Battlefront II : Poe Dameron
- 2017 : Tom Clancy's Ghost Recon Wildlands : Salazar
- 2018 : Assassin's Creed Origins : The Hidden Ones : Gamilat
- 2018 : Far Cry 5 : Nick Rye (jeu principal et DLC « Lost On Mars »)
- 2018 : God of War : Baldur, l'Étranger
- 2018 : Assassin's Creed Odyssey : Dymas, Leiandros et voix additionnelles (éphore, brigant, ...)
- 2019 : Far Cry: New Dawn : Nick Rye
- 2020 : The Last of Us Part II : Manny Alvarez
- 2020 : Fallout 76: Wastelanders : Mordecai « Mort » McCoy
- 2020 : Mafia: Definitive Edition : voix additionnelles
- 2021 : Forza Horizon 5 : William
- 2022 : Lost Ark : voix additionnelles
- 2022 : Cookie Run: Kingdom : Cookie Choco Noir
- 2022 : Gotham Knights : voix additionnelles
- 2022 : Call of Duty: Modern Warfare II : Alejandro Vargas
- 2023 : Resident Evil 4 : Luis Serra Navarro
- 2023 : Starfield : Karl Fielding, Neshar Osmani, Andy Singh et voix additionnelles
- 2023 : Avatar: Frontiers of Pandora : ?
- 2024 : Skull and Bones : ?
- 2024 : Batman: Arkham Shadow (en) : Krishnan, Kohr, Graves et le messager
- 2025 : Death Stranding 2: On the Beach : Higgs
- 2025 : Mafia: The Old Country : Enzo Favara

### Internet
- 2022 : Et si Genshin Impact avait des voix françaises ? par Re:Take : Zhongli

## Voix off

### Publicités
- 2015 : Legend Monsters (jeu vidéo)
- 2017 : Direct Assurance (interprétation et voix off)

### Musique
- 2022 : Le soleil se lève à l'Ouest de Raplume[37]

## Musique

### Compositeur
- 1998 : Une lune pour les déshérités d'Eugène O'Neil mise en scène par Colette Nucci et Fabian Chappuis[14]
- 2002 : Loin d'eux de Laurent Mauvignier mise en scène par Fabian Chappuis[14]
- 2003 : Cstwertskst, comédie musicale de et mise en scène par Amnon Beham à l'ESAD[12]